# Speakon

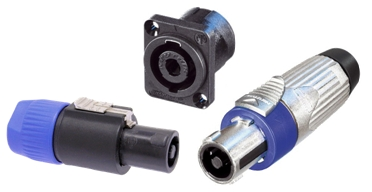
Neutrik-Speakon-Steckverbinder

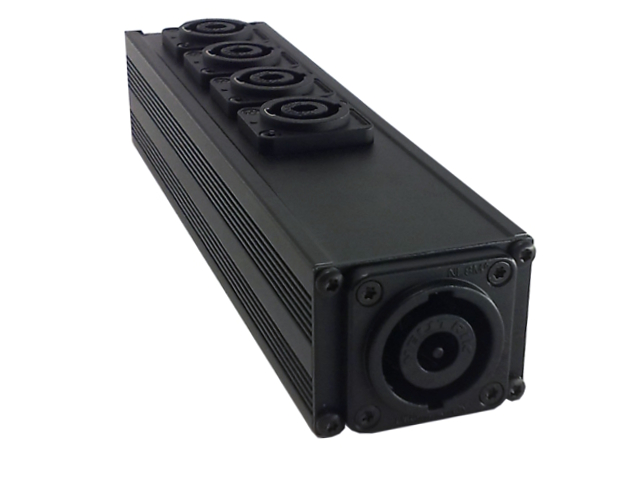
Speakon-Distributor

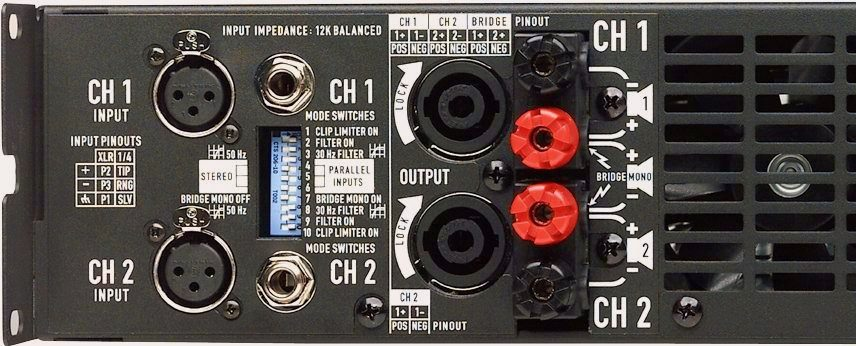
Speakon-Lautsprecherbuchsen (mittig) an einem PA-Endverstärker mit bis zu 2.400 Watt Ausgangsleistung

Speakon (Schreibweise des Entwicklers: speakON) ist ein von dem Liechtensteiner Unternehmen Neutrik AG entwickelter und hergestellter Lautsprecher-Steckverbinder, der sich in der professionellen Tontechnik als Quasistandard weltweit etabliert hat. Marke und System sind weltweit patentrechtlich geschützt.

## Ausführungen
Verfügbar sind Speakon-Steckverbinder als zweipolige, vierpolige und achtpolige Version, wobei der zweipolige Stecker auch in die vierpolige Buchse passt (umgekehrt jedoch nicht) und dort das erste Kontaktpaar nutzt. Die achtpolige Version ist mechanisch größer als die anderen beiden.
Die Anzahl verfügbarer Kontakte in nur einem Steckverbinder ermöglicht es, mehrkanalige Passiv-Systeme, Satelliten-Subwoofer-Systeme oder Mehrkanal-Monitor-Lautsprecher-Konstellationen über einen einzigen Steckverbinder zu versorgen.
Die Anschlüsse sind paarweise mit dem Zusatz Plus und Minus durchnummeriert, beim vierpoligen System also 1+, 1−, 2+ und 2−. Diese Bezeichnungen sind am Stecker montageseitig aufgedruckt oder eingeprägt.

## Eigenschaften
Speakon-Steckverbinder zeichnen sich im Vergleich zu den früher für solche Verbindungen genutzten XLR- oder Klinkensteckern durch größere Kontaktflächen (kleinerer Übergangswiderstand, höhere Belastbarkeit) und Berührungsschutz aus (wichtig bei Verstärkern mit Leistungen im kW-Bereich). Zudem ist eine Verwechslung von (XLR-)Mikrofonkabeln und (Speakon-)Lautsprecherkabeln ausgeschlossen. Allerdings können Speakon-Kabel nur mit einem zusätzlichen Verbinderstück aneinandergereiht werden, da sie zwei gleiche Enden haben; wohingegen z. B. XLR-Kabel sich einfach aneinanderstecken lassen.

## Ähnliche Produkte
Auf dem Markt finden sich zu Speakon kompatible, aber deutlich günstigere Plagiate bzw. Parallelentwicklungen. Da der Name Speakon geschützt ist, werden diese unter anderen Namen vertrieben wie beispielsweise „Speaker-Twist“, „PA-Steckverbinder“ oder einfach nur „Lautsprecher-Steckverbinder“.
Der zur Stromversorgung entwickelte Powercon-Stecker sieht ähnlich wie Speakon aus und funktioniert prinzipiell gleich, ist jedoch in blauer bzw. grauer Farbe ausgeführt. Eine Verwechslung ist durch die Anordnung der Führungsschlitze mechanisch ausgeschlossen (rechter Winkel bei PowerCon, diametral gegenüberliegend bei Speakon).